# Robson Braga de Andrade
Robson Braga de Andrade GCRB (São João del-Rei, 1948) é um engenheiro mecânico brasileiro e ex-presidente da Confederação Nacional da Indústria (CNI).

## Biografia
Eleito por unanimidade presidente da Confederação Nacional da Indústria (CNI), em 12 de maio de 2010, foi empossado oficialmente em 29 de outubro desse ano para comandar a entidade pelos próximos quatro anos, em substituição a Armando Monteiro, que exerceu o cargo por dois mandatos.
Ex-presidente da Federação das Indústrias do Estado de Minas Gerais (FIEMG) por dois mandatos (2002 a 2010), é mineiro de São João Del Rei. Engenheiro mecânico formado pela Universidade Federal de Minas Gerais (UFMG), industrial.
Há 30 anos, preside a Orteng Equipamentos e Sistemas Ltda, empresa sediada em Contagem, cidade da Região Metropolitana de Belo Horizonte, que produz equipamentos para os segmentos de energia, petróleo, gás, mineração, siderurgia, saneamento, telecomunicações e transportes.
Antes de ser eleito, era segundo vice-presidente da CNI. Foi presidente dos conselhos temáticos de Meio Ambiente e de Assuntos Legislativos da entidade, diretor do conselho de Empresários da América Latina (2004/2006), membro do Conselho de Estratégia da Associação Brasileira de Infraestrutura e Indústrias de Base (ABDIB, 2001/2003).
É membro titular do Conselho de Desenvolvimento Econômico e Social da Presidência da República (CDES) e presidente da  Confederação Empresarial da Comunidade dos Países de Língua Portuguesa (CPLP).
Coordenou também, na CNI, os trabalhos da Comissão Especial de Mineração, que identificou uma agenda comum dos segmentos da mineração e elaborou propostas de aperfeiçoamento das políticas e do marco regulatório do setor.
É especializado em gestão estratégica para dirigentes empresariais pela Fundação Dom Cabral e pelo Instituto Europeu de Administração de Negócios (INSEAD), na França.
É industrial do setor de equipamentos e preside a Orteng Equipamentos e Sistemas, sediada em Contagem, na Região Metropolitana de Belo Horizonte, que produz equipamentos para o setor estratégico, petróleo, gás, mineração, siderurgia, saneamento, telecomunicações e transportes. Segundo o jornal Valor Econômico, a empresa obteve um faturamento de 600 milhões reais, em 2009, e tem a Petrobras como um dos seus principais clientes.

### Confederação Nacional da Indústria (CNI)
Em 12 de maio de 2010, foi eleito, por unanimidade, presidente da CNI e assumiu, interinamente, a presidência em 1 de junho de 2010 quando o ex-presidente, Armando Monteiro, se licenciou para concorrer na eleição parlamentar de 2010. Em 29 de outubro de 2010, assumiu definitivamente para um mandato de quatro anos. Em 8 de maio de 2018, foi reeleito para mais um mandato, cuja posse foi em 31 de outubro de 2018, sendo o administrador principal da instituição, de 2018 a 2022.

### Prisão
Em 19 de fevereiro de 2019, foi preso pela Polícia Federal, por suposto envolvimento em esquemas de corrupção, mas foi solto no mesmo dia.